# Johanna van de Linde
Johanna van de Linde (Nederland, Amsterdam, 3 oktober 1882 – Duitsland, Freiburg im Breisgau, 15 mei 1935) was een Nederlands sopraan.
Ze was dochter van kantoorbediende (later hoofdkassier en procuratiehouder Bank-Associatie Wertheim & Gompertz 1934 en Credietvereniging) Willem Jan van de Linde en Johanna Friedhoff. Tot 1926 stond ze bekend als mej. Johanna van de Linde, ze trouwde in 1926 met de Duitse Gustav Sachse uit de raad van de Duitse rijksbank in Berlijn.
Ze kreeg haar opleiding van Anton Averkamp. Ze trad op in binnen- en buitenland. Ze maakte vanaf 1908 enige tijd deel uit van het Zalsmankwartet met Johanna van der Linde (sopraan), Hermine Scholten (alt), Jac. van Kempen (tenor) en Gerard Zalsman (bariton), waarmee ze tot in Madrid optrad. Van de Linde is mede bekend door als vervanger van Aaltje Noordewier-Reddingius op te treden bij de eerste uitvoeringen van de  Matthäus-Passion van Johann Sebastian Bach in Groningen op 29 en 30 maart 1909, dirigent was Kor Kuiler. Zalsman viel daarbij tegelijk in voor een zieke Johannes Messchaert. Het werd een daverend succes.
Na haar huwelijk trad ze terug als lid van de Madrigaalvereniging, waar ze zangeres en solist bij was. Na haar overlijden werd ze naar Amsterdam vervoerd om er begraven te worden op Zorgvlied.